# Berinda aegilia
Berinda aegilia är en spindelart som beskrevs av Maria Chatzaki 2002. Berinda aegilia ingår i släktet Berinda och familjen plattbuksspindlar.
Artens utbredningsområde är Grekland. Inga underarter finns listade.